# واتر نيوتون (كامبريدجشير)
واتر نيوتون (بالإنجليزية: Water Newton)‏ هي قرية و أبرشية مدنية تقع في المملكة المتحدة في إنجلترا.